# Flower power

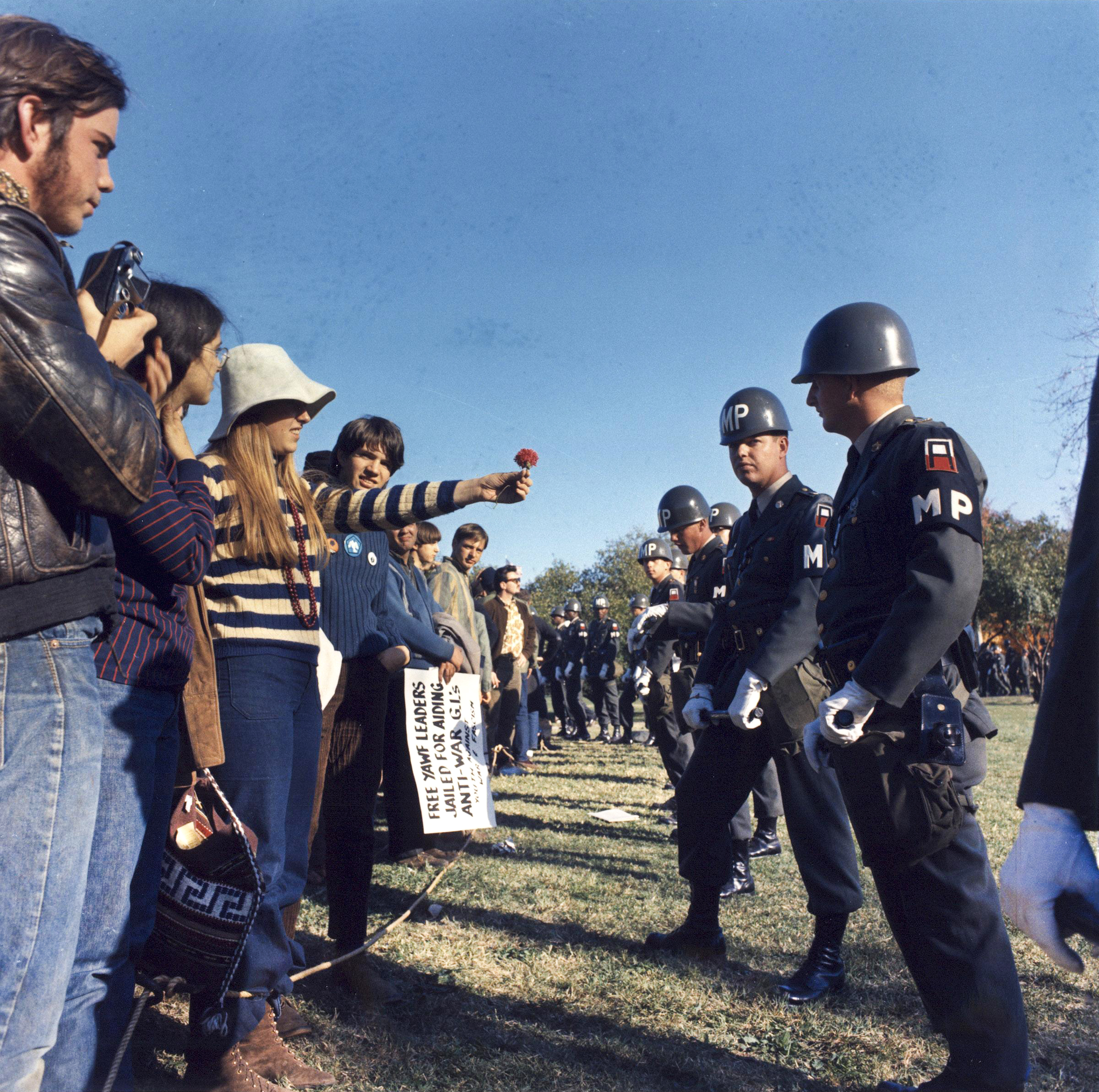
Una manifestante offre un fiore a un militare di guardia davanti al Pentagono durante una manifestazione anti-Vietnam (Arlington, Virginia, Stati Uniti, 21 ottobre 1967)

Flower power è un'espressione tipica del movimento hippy, che significa letteralmente "potere dei fiori", usata durante la fine degli anni sessanta e i primi anni settanta come simbolo di una ideologia non violenta.

## Sviluppo
Il movimento nacque per opporsi attivamente alla guerra del Vietnam; alcune loro prese di posizione, come bruciare le lettere di chiamata obbligatoria alle armi, furono clamorose, suscitarono sdegno e critiche negli ambienti conservatori e tradizionalisti, ma riuscirono, egualmente, a gettare i semi di una "cultura hippy". Usavano vestirsi con abiti di colori vivaci e floreali e inoltre portavano fiori sul capo. La paternità dello slogan "Flower power" venne accreditata al poeta Allen Ginsberg, che la coniò nel 1965. Da quel momento fu utilizzata in molti contesti laddove fosse necessario riferirsi agli anni '60.
Uno dei principali luoghi di incontro del movimento "Flower power" fu, addirittura, una vecchia chiesa di Amsterdam, trasformata in un club musicale, con tanto di bar e una grande sala di ascolto. L'ex luogo sacro fu ribattezzato "Paradiso" e divenne sinonimo di controcultura hippy, della musica rock e della Musica Psichedelica di quel tempo e di tolleranza all'uso di stupefacenti. Artisti come Yōko Ono si esibirono al "Paradiso", che attualmente è divenuto un Hard Rock Cafe.
Tra gli altri atti pubblici simbolici resi celebri da canti, documentari e film, annoveriamo la distribuzione di fiori ai poliziotti e l'inserimento dei fiori nelle canne delle armi e nei cannoni. Le loro gesta furono immortalate dal fotografo Bernie Boston e accrebbero la popolarità degli esecutori materiali come "Hibiscus" (George Harris Jr.), leader del movimento di liberazione omosessuale.

## Credenze e influenze
"Flower Power" sta ad indicare la credenza secondo cui i fiori avrebbero notevoli proprietà nascoste, in particolare stupefacenti, di natura allucinogena che vanno scoperte. Ciò porta ad un'alterazione delle percezioni visive e uditive. La natura era vista dagli hippy, definiti non a caso "figli dei fiori", come un qualcosa di positivo perché permetteva di andare al di là delle normali percezioni umane.
I "figli dei fiori" gettarono le basi del moderno ambientalismo, perseguendo un contatto e un rapporto naturale e autentico con il mondo circostante e con il proprio corpo, per abbattere le varie dicotomie corpo-mente, campagna-città, natura-progresso, scienza-spiritualità. I manifestanti proposero un nuovo mondo di valori alternativi a quello dei loro padri, mostrarono segni di insofferenza rispetto al corso della vita incanalato lungo i binari della consuetudine e della tradizione, per di più deciso senza il loro assenso. Vestirono, mangiarono, dormirono, amarono e manifestarono le proprie idee e sentimenti con modalità nuove, seppur sfruttando, in parte, anche culture lontane e antiche.